# 大叶杓兰
大叶杓兰（学名：Cypripedium fasciolatum）为兰科杓兰属下的一个种。

## 扩展阅读
- 維基物種上的相關：大叶杓兰